# 패러블 엔터테인먼트
(주)패러블엔터테인먼트는 2019년에 함정훈에 의해 설립된 MCN기업으로, 우왁굳TV의 클럽원들이 주축이다. 패러블엔터테인먼트 측에서 운영하는 유튜브채널에는 클립라이트 채널이 있다.
패러블엔터테인먼트에 소속된 방송인/아나운서에는 대표적으로 김수현 아나운서, 최도전, 우왁굳, 조매력, 이녕  등이 있다.
트위치 스트리머 우왁굳의 버츄얼 아이돌 프로젝트인 이세계 아이돌이 많은 인기를 얻게 되면서 현재 패러블 엔터테인먼트는 버츄얼 프로젝트를 전문으로 하는 기업으로 성장해나가고 있으며, 이 후 많은 버츄얼 스트리머들이 패러블 엔터테인먼트와 계약을 진행하게 되었고, 카카오 측에서 진행하는 버츄얼 아이돌 데뷔 서바이벌 프로그램 소녀 리버스 에 협업하기도 했다.
2022년 10월 ZEPETO를 운영하는 NAVER Z로부터 투자를 받았다. 기사
2023년 9월 23일 한국 최초로 메타버스 콘서트 이세계 페스티벌을 진행했다. 메타버스 콘텐츠에 인천경제자유구역청, LG전자의 지원을 받아 오프라인 콘서트를 개최했고 흥행에 성공했다. 초대 아티스트 및 버츄얼 무대 자체는 높은 완성도를 보여주면서 성공적으로 진행되었다는 평가를 받았으나, 운영 능력에서의 문제가 발생하였고 이와 관련된 사후 대처도 미흡해서 아직 기존 대형 MCN들에 비해 미숙한 점을 보여주었다. 기사